# 現代美術

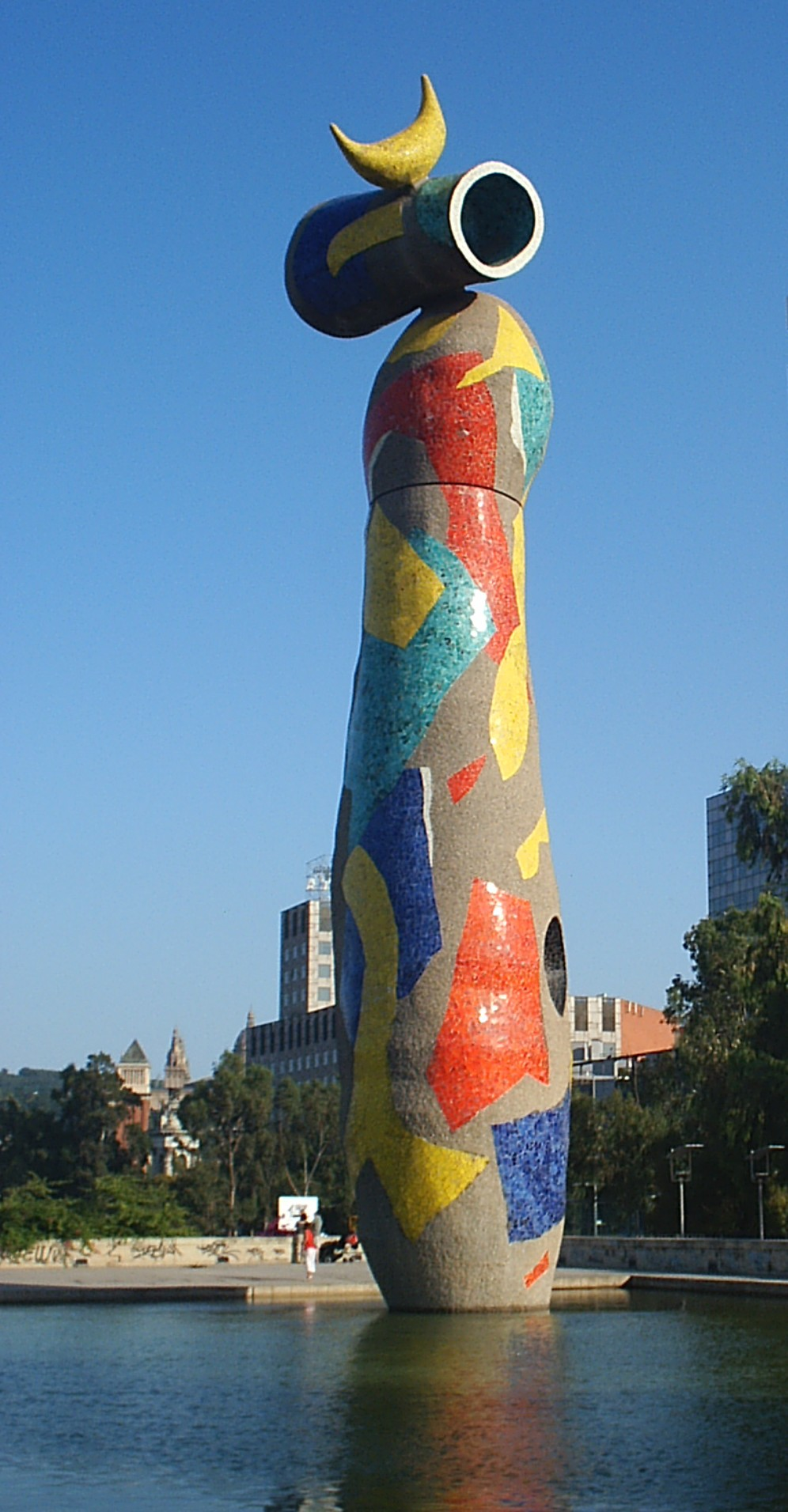
「女性と鳥」（Dona i Ocell、ジョアン・ミロ作）、クレラー・ミュラー美術館蔵）

現代美術（げんだいびじゅつ、英語: Contemporary art）または現代アート、コンテンポラリー・アートとは、歴史の現代を借りた用語で、美術史における今日、すなわち20世紀後半の第二次世界大戦後の1950年以降から21世紀までの美術を指す。
現代美術家たちは、世界的にお互いに関連した状況で、文化的には異なった環境で、しかも技術的には先進的な世界で作品を作っている。画題の本質を新鮮な目で見て、新しい方法で実験を行った時代である。彼らの芸術は画材、方法、コンセプト、主題の常に変化する動的な組み合わせであり、それは20世紀には既に始まっていたものである。その背景として、19世紀以前の芸術は教会や裕福なパトロンに支えられて制作されており、作品を見るものが導かれるような指導的な役割りを担う、宗教的・神秘的な物語が描かれることが多かったが、産業革命以降は、芸術家はパトロンのためではなく、自身の個人的な経験や視点での制作が可能になったことがあげられる。
理論の重要性
現代美術は、それが芸術だと認識することが困難な場合が多々ある。芸術の領域で活動している人々の間でさえ、芸術か芸術ではないかという区別は難しく、自分が芸術の領域に立ち入っていることに気がつかない場合もある。その場合、芸術だと認識する手段つまり、芸術とそれ以外を区別するものとして理論の存在が挙げられる。アメリカの分析哲学者、アーサー・ダントーは論文「アートワールド」において、「そもそも芸術を可能にすることも、理論が持つ効用の一つである。そうした本来の理論をもたなかったグラウコンをはじめ他の対話者たちは何が芸術であり、なにがそうでないかについて知ることはほとんどできなかったのである」と述べている。

一般的な用語としては、日本語でも英語でも、現代美術（Contemporary art）はその以前の近代美術（Modern art）と同義語として使われることも多いが、ここでは時代の移り変わりを表すために敢えて区別して使っている。

## 現代美術に影響を与えた動向
この項目は現代美術の動向を理解するために、現代美術のターム以前のものでなおかつ強く現代美術に影響を与えたものを中心に、年代に関係なく動向ごとにまとめています。
| 主義（Ism） - 表現主義（Expressionism） 自然などの表象を描かずに、内面や感情を表出させる表現。1911年に表現主義の概念が芸術動向を表わすものとして、ドイツを中心に使用されはじめた。後の、1940年代終わりにアメリカで始まった抽象表現主義を始めとして、現在に至る多くの絵画表現に影響を与える主義。 - 印象主義（Impressionism） - 新印象主義／新印象派（neo-impressionism） 1886年に批評家のフェリックス・フェネオンがつけた語、印象派の色彩理論を科学的に推進し、点描画法による鮮明な色彩表現や、フォルム、画面の造形的秩序の回復を目指した一傾向 - 後期印象主義／ポスト印象派（Post-Impressionism） - キュビズム（仏：Cubisme） ルネサンス以来の「単一焦点による遠近法」を放棄し、形態上の極端な解体・単純化・抽象化した絵画の動向。1907年、ピカソの『アビニヨンの娘たち』（Les demoiselles d’Avignon）が最初の作品と言われている。 - 象徴主義（Symbolism） 1870年頃のフランスとベルギーに起き、ヨーロッパ各地、アメリカ、ロシアに広まった文学運動および芸術運動。文学はシャルル・ボードレールの『悪の華』(1857)に起源を求められる。シュルレアリスムにも影響を与える - ナビ派 ヘブライ語の預言者（ナビ）を意味する、フランスで始まった1888年にゴーギャンらに触発された世代の絵画運動 - 新造形主義（Neoplasticism） 従来の具象美術と対比させ、「新しい造形」（抽象絵画・非具象絵画）の特質を示した。ピート・モンドリアンが、抽象美術・抽象芸術（非具象美術・非具象芸術・抽象絵画）の理論化のために主張した美術理論 - デ・ステイル（De Stijl） 1917年にテオ・ファン・ドースブルフがオランダのライデンで創刊した雑誌とグループ名 - リージョナリズム（Regionalism） 1930年代のアメリカン・シーン・ペインティングの具象的な動向。地域主義、地方主義 | 主義（Ism） - フォーヴィズム／野獣派（Fauvism） 芸術家の主観的な感覚を表現した絵画群に対して、1905年にパリの批評家ルイ・ボークセルが「あたかも野獣（フォーヴ、fauves）の檻の中にいるようだ」と評したことから命名された。 - 未来派／フトゥリズモ（伊：Futurismo） 1909年、イタリアの詩人フィリッポ・トンマーゾ・マリネッティが「暴力論」に影響され「未来主義創立宣言」をした破壊的な行動を讚美する前衛芸術運動。1920年代からはファシズムと結びつき、活動の終盤には「退廃芸術」とイタリア国家から活動を制限される。ロシア構成主義や、ダダイズムなどの前衛芸術に影響を与える。 - ダダイスム（仏：Dadaïsme） 第一次世界大戦の1910年代半ば、ヨーロッパやアメリカで、同時多発的に発生。1916年にトリスタン・ツァラが命名、1918年にチューリッヒでツァラにより第2宣言がされた。 - シュルレアリスム（surréalisme） 1924年、フランスの詩人アンドレ・ブルトンが「口頭、記述、その他のあらゆる方法によって、思考の真の動きを表現しようとする純粋な心的オートマティスム。理性による監視をすべて排除し、美的・道徳的なすべての先入見から離れた、思考の書き取り」と定義した『シュルレアリスム宣言』を発表。 - 社会主義リアリズム（Socialist realism） - ロシア・アバンギャルド(Russian avant-garde) - レイヨニスム 1912年から1914年に生じた絵画を主としたロシア・アバンギャルドの一派 - シュプレマティスム 1913年から生じた絵画を主としたロシア・アバンギャルドの一派 - ロシア未来派 1912年にペテルブルクの詩人グループ「ギレヤ」が「未来人」を意味するロシア語「ブジェトリャーニン（будетлянин/budetljanin）」を名乗ったのが始まり - ロシア構成主義（Constructivism） 1915年頃にロシアのウラジーミル・タトリンとアレクサンドル・ロトチェンコによって設立された抽象芸術 | 技法や運動（movement） - フィギュラティヴ・アート（Figurative art） 16世紀ごろから見られる対象を具体的（リプレゼンテーショナル）に描写する技法や運動 - アーツ・アンド・クラフツ運動（Arts and Crafts movement） 1880年代にイギリスから始まり、北米・ヨーロッパ諸国・東アジア、また日本の民藝運動にも影響を与えた造形芸術の運動。 - アール・ヌーヴォー（Art Nouveau）、フランス - ユーゲント・シュティール(Jugendstil) 、オーストリア - スティーレ・リバティ（Liberty style (Italian: Stile Liberty) ）、イタリア - モデルニスモ（Modernismo）、スペイン - 民藝運動、日本 - メキシコ壁画運動 1920年代から1930年代にかけてメキシコ革命下のメキシコ合衆国で起こった絵画運動 その他 - バウハウス（Staatliches Bauhaus） 1919年にドイツのワイマールで開校した総合芸術の思想を持った学校で、1933年にナチスドイツにより閉鎖。 - ブラック・マウンテン・カレッジ（Black Mountain College） 1933年に閉鎖されたバウハウスから多くの人々がアメリカに移り、同年にジョン・アンドリュー・ライス（John Andrew Rice）らにより設立された実験的な大学。資金難により1957年に閉鎖。 - ウィーン学派（Vienna School of Art History） 美術史を科学的に分析して理解するメソッドを確立した学派。1910年にチェコの美術史家のヴィンツェンツ・クラマーシュが初期 - アール・ブリュット 1945年にジャン・デュビュッフェが提唱。のちのアウトサイダー・アートやプリミティブ・アートへ影響を及ぼす - アーティスト・ブック（Artist's book） 本の形態をした芸術作品。詩人のウィリアム・ブレイク（1757–1827）に起源を遡れるが、ロシア・アバンギャルドやダダ、構成主義、未来派、フルクサスなどの前衛芸術運動の中で多く制作された |

## 現代美術ムーブメント年表
この項では、現代美術の動向やグループを基本的に始まった年代ごとにまとめていますが、年代が不明なものや意味が変わったものは、動向などが盛り上がった／変化の見られた年代に分類しています。

### 1950s
戦後の1950年代になるとフランスをはじめとしたヨーロッパ中心のアートシーンに、アメリカが影響を及ぼすようになる。また、戦後のモダニズム絵画として、抽象画が流行した。一方、その反動としての具象的な絵画の再評価を試みるなど、現代美術は絵画がシーンの中心であった。絵画以外では、政治的なイデオロギーから逸脱を目指したものや、国家や既存の枠組みを越えようとするものなどが見られる。
| 抽象表現 - 抽象表現主義（Abstract expressionism） アメリカがはじめて世界に影響を及ぼした1940年代後半からの運動 - ニューヨーク・スクール（New York School） アメリカのニューヨーク市で1950年代から1960年代の詩人、画家、ダンサー、ミュージシャンによるグループ。抽象表現主義の一動向 - カラーフィールド・ペインティング アメリカで1950年代末から1960年代に始まった「面」の色彩領域が大きな抽象表現主義の一動向 - ワシントン・カラー・スクール（Washington Color School） 1950年代から70年代まで、ワシントンでおこったカラーフィールド・ペインティングからも影響を受けた抽象表現主義の芸術グループとその活動。 - ジェネレーション・ルプトゥラ（Generación de la Ruptura） メキシコで1950年代はじめに生まれた、ブレイクアウェイ（Ruptura：切断）世代と呼ばれる若者たちによる1920-30年代のメキシコ壁画運動を引き継ぐ一派 - Plasticiens（Les Plasticiens） 1955年ごろにカナダのケベック州でうまれた非-具象絵画の一動向 - リリカル・アブストラクション（Lyrical Abstraction (Abstract lyrique)） 叙情的な抽象絵画。戦後のモダニズム絵画と関係しながらも、フランスの美術評論家ジーン・ホセ・マルシャンが1947年に名付けたものと、アメリカで1969年にラリー・オルドリッチ（アルドリッチ現代美術館の創設者）が解説したものの2つの運動がある。用語としては1940年代から使用されている。タシスム（Tachisme）の構成要素としても考えられている。 - タシスム | 具象表現 - 戦後社会派リアリズム、日本において戦後から1950年代まで続いた社会状況を描くリアリズム主義 - ニューヨーク・フィギュラティヴ・エクスプレッショニズム（New York Figurative Expressionism） アメリカン・フィギュラティヴ・エクスプレッショニズムの一派。1930年代から続くフィギュラティヴ・アートとは異なるが、 戦後のモダニズム絵画の抽象表現主義という語が使用されてから対峙するものとして具象の表現主義が認識された。 - ベイ・エリア・フィギュラティヴ・アート（Bay Area Figurative Movement） アメリカ西海岸のサンフランシスコ・ベイ・エリアで1950年代から1960年代にあったフィギュラティヴ・アートの一動向 - アンティポディーアンズ（Antipodeans） オーストラリアで1959年に生まれたグループ、フィギュラティヴ・アートの一動向 - ファンタスティック・リアリズム／幻想絵画（Fantastic Realismus） 1950年代後半にオーストリアの美術評論家ヨハン・ムシク（Johann Muschik）が使用した語からくるウィーンの、多くは戦争のトラウマに関わる幻想的で精密な具象絵画の一群をさす。 | その他 - コブラ（COBRA） 西ヨーロッパで1949年から1952年まであった原初的なエネルギーに満ちた激しい絵画で知られるの運動 - ソヴィエト非公式芸術（Soviet Nonconformist Art） 1950年代から80年代の国家の検閲やイデオロギーとは別の、アートムーブメント。「非体制芸術」「アンダーグラウンド芸術」とも呼ばれる。 - 具体美術協会（GUTAI） 日本の兵庫県芦屋市で1954年に結成された団体。既存の表現を断絶する表現形式 - シチュアシオニスト・インターナショナル（Situationist International／SI） 国際状況主義連盟。ヨーロッパにおいては1957年の結成から1972年の解散までの活動。ギー・ドゥボールの著作「スペクタクルの社会」が彼らの理論の中心にある。 - Red Shirt School of Photography 1950年当時、コダックフィルムで上手に表現できる赤色を差し色に用い、ジャーナリズムではなく絵画的な写真を追求しているように見える、ナショナルジオグラフィック誌に対する批評的な語。 - バリ島の芸術（Modern traditional Balinese painting） 1920年からヨーロッパの芸術家たちがバリ島で制作を行う。ウォルター・スパイやR.ボンネットにより近代化されたバリの絵画は1930年代にはオランダやロンドンなどで紹介されるようになる。 |  |

### 1960s
1960年代になると絵画ではない表現が多く見られるようになる。”政治的なイデオロギーからの逸脱”とは異なる概念的なアートや、ハプニング、社会関与など、事象を取り扱うムーブメントも勃興してくる。世界的な社会情勢として、反戦運動、女性解放運動、LSDを使った平和を訴えるフラワーパワージェネレーションなどの市民運動が盛んな時代。
| 抽象表現 - ミニマリズム（Minimalism） 抽象表現主義に対する運動として1960年から70年代初頭にアメリカで始まった視覚芸術の動向。ファッションや音楽とも関係する。 - ポストミニマリズム（Postminimalism） 1960年代末から現われた彫刻の動向。ミニマリズムの作品で多用された堅い工業用素材に代わり、素材の可塑性、重力、時間的プロセスなどに焦点が当てられた - BMPT パリに拠点をおくミニマリズムのグループ - ライト・アンド・スペース（Light and Space） 1960年代に南カリフォルニアで始まったエンジニアリングと航空宇宙産業の最新技術を組み込んだ視覚芸術の運動。ジェームス・タレルなどが関わり、ミニマリズムの一面も持つ - アブストラクト・イメージズ（Abstract Imagists） 1961年にグッゲンハイム美術館で開催された展覧会「American Abstract Expressionists and Imagists」から始まった運動 - ポスト・ペインタリー・アブストラクション（ost-painterly Abstraction） - カラーフィールド（Color field） - リリカル・アブストラクション（Lyrical Abstraction） (American version) - ハード・エッジ（Hard-edge painting） 幾何学模様などで、差の激しい色を使った色彩同士のエッジを際立たせた絵画の動向。1959年、批評家J・ラングスナーが「四人の抽象古典主義者」展で初めて用いた。 具象表現 - 資本主義リアリズム(Capitalist realism) 1960年代初頭にドイツのデュッセルドルフの学生だった、シグマー・ポルケやゲルハルト・リヒターたちが作った語で、その名を使った展覧会などがあるが、活動期間は短い。アメリカの資本主義と消費主義の西ドイツへの批判的考察に基づき、中産階級の価値観と願望に疑問をなげかける表現活動。 - シカゴ・イメージズ（Chicago Imagists） - シカゴ派（Chicano art movement） - アメリカン・フィギュラティヴ・エクスプレッショニズム（American Figurative Expressionism） ボストンから始まった主に絵画における比喩的な表現主義 - ベイエリア・フィギュラティブ・ムーブメント（Bay Area Figurative Movement） 抽象表現主義からの反動としてサンフランシスコをはじめとする西海岸でうまれた運動 - ヌーヴォー・レアリスム（Nouveau Réalisme） - ニューヨーク派（New York School） | プロジェクト - プロセス・アート（Process Art） 作品よりもそれが起こりうるプロセスを強調した、1960年代後半から1970年代に多くみられた表現の動向 - アート・インターベンション（Art intervention） 1960年代から始まったコンセプチュアル・アートを背景とした、アートに直接介入するパフォーマンスの形態 - ネオ・ダダ ダダイズムから影響をうけた1960年代から1970年代初頭にアメリカやヨーロッパ、日本などにあらわれた、抽象表現主義や伝統的な芸術に対するような総合芸術。 - ポップ・アート（Pop Art） - フルクサス（Fluxus） 1960年代から1970年代の芸術家、作曲家、デザイナー、詩人たちの国際的なコミュニティ。ネオ・ダダに影響を受けなおかつプロセス・アートの側面が強い。 - 美術家共闘会議（美共闘） 日本において、1969年に、美術の制度性を問い直す団体として立ち上がった。議長は、堀浩哉 - コンセプチュアル・アート（Conceptual art） - ソーシャリー・エンゲージド・アート 1960年代からみられる社会関与型のコンセプチャルアートの一種。ハプニグやフェミニズム運動などとも関連しながら形成された。 - アート・アンド・ランゲージ （Art & Language） イギリスのコンセプチュアル・アーティストたちのグループ - システム・アート（Systems art） コンセプチュアル・アートの一種。 - ハイ・レッド・センター 日本において、1963年に社会に対して公共性を偽装しながら介入することを志向して結成されたアーティストグループ | ニューメディア - ヴィデオ・アート（Video art） ビデオテープや電磁記録媒体などを使う、映画とは異なる映像表現。1963年にナム・ジュン・パイクが西ドイツで初期の作品を発表。 - コンピューター・アート（Computer art） - アスキーアート（Ascii Art） 1963年のASCII標準で定義された文字を使用したグラフィックであるが、テキストベースのビジュアル・アート全般をさす。コンピュータアートのパイオニアであるケン・ノウルトンによる1966年の作品が初期だが、1970年代後半から1980年代前半の電子掲示板システムで、匿名による使用が一般的。 その他 - パフォーマンス・アート（Performance art） 1960年代にヴィト・アコンチ（Vito Acconci）やヨーゼフ・ボイス（Joseph Beuys）、フルクサスなどが始めた、アーティスト本人または依頼した身体を媒体とした芸術表現。 - キネティック・アート（Kinetic art） 動力を使わずに動く、また動いているように見える映画やヴィデオを含まない視覚芸術。先駆的な例として1910-20年代にマルセル・デュシャンらの制作もある。 - オプ・アート 錯視を利用し、動いているように見える視覚芸術。命名は64年の『タイム』誌上の匿名記事 - ゼロ（Zero） 1957年にデュッセルドルフで結成さた、光とモーションを利用した表現を使うアーティストグループ - ソフト・スカルプチュア（Soft sculpture） 1960年代からみられる柔らかい素材を用いた彫刻。初期に、草間彌生やクレス・オルデンバーグがNYのギャラリーで発表している - サイケデリック・アート（Psychedelic art） 1960年代に一般化したLSDなどの向精神薬を使用し、その幻覚を利用して精神の内面を表出させた視覚芸術。特にアメリカのカウンターカルチャーに広く受け入れられた。 - もの派 1960年代末から70年代初頭にかけて現われた日本の美術の動向。自然素材や未加工の素材をそのまま使用することで「もの」との関係を問い直した。李禹煥が理論の中心を築いた。 - パブリックアート（Plop Art） ニューディール制作で多くのアート作品が作られたように、以前からプロパガンダとして多くのパブリックアートは制作されているが、彫刻の概念の更新や、サイトや制度批判的な視点から、制作は国家からその地域へのものへと変化した。 |

### 1970s
| 表現技法 - フォトリアリズム（Photorealism） 写真から絵画を構成する技法、運動。ポップ・アートから展開し、抽象表現主義やミニマリズムへの対抗として発展した。1969年にルイス K マイセルが フォトリアリズムという語を初めて使用した。1990年代初頭にデジタル技術の向上により再びこのムーブメントが起こった。 - ホログラフィー（Holography） 3次元像を記録した写真ホログラムの製造技術であり、1970年代からブルース・ナウマンなどのアーティストがアートシーンでも使うようになる。1972年にサルバドール・ダリがノドラー画廊で初のホログラム展を開催。 - メール・アート（Mail art） 作品類を郵便で送る表現技法。フルクサスのレイ・ジョンソンが1962年に「メール・アート宣言」を行なっている - パターン・アンド・デコレーション／P&D（Pattern and Decoration） 1975年代半ばから80年代初頭にかけてアメリカに現われた美術動向。手工業的な要素など、周縁と見なされてきた要素で装飾をメインのモチーフとして扱い、平面性を強調した。 - ロボティック・アート（Robotic art） - ボディ・アート（Body art） | 社会運動 - フェミニズム・アート（Feminist art） 1960年に始まったフェミニズムの第二波フェミニズムとして、1970年代に盛んになったアートの運動。先行として1964年7月20日、オノ・ヨーコの「カットピース」がある。 - グループ・マテリアル 1979年にニューヨークで活動を開始し、展覧会を「民主主義」の実現の場とし観客の参加を促した - ファンク・アート（Funk art） 北カリフォルニアで始まったビートニクやベイエリア・フィギュラティブ・ムーブメントの流れをくむ反体制のアート運動で、南カリフォルニアのフィニッシュ・フェティッシュ（Fetish Finish）とは正反対の表現方法とNY Timesで批評された。 - アルテ・ポーベラ（Arte Povera） 1960年代後半にイタリアのトリノから始まった、政府・産業・文化を批判するために、絵画素材を放棄し工業製品や自然物を素材を多く使うのが特徴の前衛運動。 - COUM Transmissions（COUM Transmissions） コロニアル・アート - ワルリー・ペインティング（Warli painting） インドの北サヒャドリ山脈の先住民族ワルリーによって描かれた伝統的な壁画。1972年にインド政府が推奨し、コカ・コーラ・インディアがキャンペーンをすることで宗教的儀式ではなく芸術的な側面が強調され、紙に描かれるようになる。 - パプンヤ・ツラ（Papunya Tula） 「ドット・ペインティング」でしられるアボリジニの絵画を手がけるアーティスト集団。1960年代オーストリア政府がアボリジニを西洋化させる政策を打ち出し、1970年代に彼らが手がける部族的な絵画は世界的に有名になる。 - ハイシアン・アート／ハイチの絵画（Haitian art） ハイチの日常生活を描くもの（生活描写派）、ヴードゥー教の儀式を描くもの（ヴードゥー派）、ハイチの歴史を描くもの（歴史画派）などが存在ある。1943年にアメリカの画家デウイット・ピーターズ（DeWitt Peter）がハイチに渡り、芸術センター（Centre d'Art）を立ち上げ独自の絵画運動を盛り上げ、アメリカやカナダで知名度をあげる。その後1970年代半ばにハイチ人アーティストのローレント・カシミール（Laurent Casimir）が数多くの絵画を販売するようになる。 | その他 - ポストミニマリズム（Postminimalism） 1971年に美術史家のロバート・ピンクス・ウィッテンに提唱された、ミニマリズムに影響を受け制作している芸術の期間。 - インスタレーション・アート（Installation art） - アースワーク（Land Art） - 環境芸術（Environmental art） - バッド・ペインティング（Bad Painting） 1978年代に美術史家マルシア・タッカーがアメリカのニュー・ミュージアムで同名の展覧会を開催した、当時の芸術に対する不敬な態度の芸術の動向 - ワイルド・スタイル（Wildstyle） 多重レイヤーで文字や形が構成されているグラフィティ・アートの一種で、オリジナルスタイルの確立が芸術的な課題となっている。語はニューヨークブロンクスのグラフィティ・アーティスト、トレーシー168とそのクルーによって一般化された。 - ローブローアート（Lowbrow） 1970年代後半にカリフォルニア・ロサンゼルスのエリアにて発生した、アンダーグラウンドのヴィジュアル・アート・ムーヴメント - アウトサイダー・アート（Outsider art） 西洋の芸術教育を受けていない人々が制作した作品。1972年にイギリスのロジャー・カーディナルがアール・ブリュットの流れをくみアウトサイダー・アートと名付けた本を出版した |

### 1980s
かつてのムーブメントや活動に、ネオ／ポスト／ニュー／トランスなどをつけた再定義や乗り越えの活動が多く見られる。またビデオカメラなどのデジタル機器やデジタル技術の大衆化が進み、表現手法として多く取り入れられるようになる。
| 表現技法 - 新表現主義／ニュー・ペインティング（Neo-expressionism） 1920年代のドイツ表現主義を再評価した、1970年代後半から1980年代中ごろまでのニュー・ペインティングとも呼ばれる具象絵画の動向。 - アプロプリエーション・アート（Appropriation art） 自作の中に過去の著名なアーティストの作品を取り入れる（流用／盗用する）手法。1920年代から印刷のコラージュはみられたが、デジタル技術の大衆化により作品のオリジナルと複製についての再定義が余儀なくされた。 - ニューメディア・アート（New media art） - エレクトロニック・アート（Electronic art） - デジタル・アート（Digital art） - サウンドアート（Sound art） - ヴィデオ・インスタレーション（Video installation） - フラクタル・アート（Fractal art） コンピュータによって計算されたフラクタル・オブジェクトを素材として扱うアート作品。1989年にカオス・サイエンスを扱う展覧会「EXHIBITIONS Strange Attractors: Signs of Chaos」がニュー・ミュージアムで開催された。 サブカルチャー - グラフィティ・アート（Graffiti Art） サブカルチャーとしての発展はNYからとされる、スプレーやマーカーでストリートに自分の名前などを描く行為。 - デモシーン（Demoscene サブカルチャーの一派で、CGをリアルタイムで演算させるプログラムを使用する人々や音楽家の集まりで、デモパーティとも呼ばれる。 | 社会運動 - エイズ・メモリアル・キルト（NAMES Project AIDS Memorial Quilt） 社会的な不寛容から葬儀や墓地に埋葬されないHIVで亡くなった人たちの名前をキルトに綴る、1987年にサンフランシスコで始められ現在も続くプロジェクト - 民衆美術（Minjung art） 1980年代から90年代に盛んだった韓国のポピュリズムに基づいた芸術運動。政府側が新聞上で揶揄的に芸術を「民衆」の行為と貶めたところから名付けられた。 - ニュー・スロベニアン・アート／NSK（Neue Slowenische Kunst） スロベニアがユーゴスラビアの一部であった1984年にスロベニアで結成された政治的なアーティスト集団で、音楽グループのライバッハが設立した。 - インスティテューショナル・クリティーク（制度・体制批判）（Institutional Critique） - トランスグレッシブ・アート（Transgressive art） 1985年から用いられている語で、反社会的行動や犯罪行為を行うことで道徳観を刺激する手法。 プロジェクト - ネオ・ポップ（Neo-pop） サブカルチャーやポップカルチャーやそのファンダムなどを利用したアート運動全般をさし、ジェフ・クーンズ、キース・ヘリング、村上隆などが代表的な例としてあげられる - トランスアバンギャルド（Transavantgarde） イタリアの美術評論家アキーレ・ボニート・ オリーヴァが作った造語で、イタリアでおこったコンセプチャル・アートを否定し、絵画を復活させ芸術作品に喜びの感情を取り入れた新表現主義の運動。 | 概念 - ポストモダン（Postmodern art） - 後期モダニズム（Late Modernism） - ネオ・コンセプチュアル（Neo-conceptual art） - カルチャー・ジャミング（Culture jamming） - バッド・ペインティング（Bad Painting）（アメリカ） - フィギュラシオン・リーブル（Figuration Libre）（フランス） - ユンゲ・ワイルド（Junge Wilde）（ドイツ） - トランスアバンギャルド（Transavantgarde）（イタリア） - バンクーバー派（Vancouver School） フォトコンセプチュアリズム（photoconceptualism）とも呼ばれる、イメージの社会的な力を用いて、マスメディアと既存のコンセプチュアル・アートに抵抗した1980年代のバンクーバーのアーティスト群を指す。 - 超少女 日本において、1986年8月号美術手帖にて命名され、美学者の篠原資明に「身辺性への偏愛に生きながら、偏狭さを脱け出た」とされる女性作家たちの一群。 - ポスト・コロニアル・アート（POSTCOLONIAL ART） 植民地主義の理論を元に、植民地後の文化の多様性と階層について扱う |

### 1990s
| 表現技法 - ボディ・アート（Body art） 身体をキャンバスとしてタトゥーを施す行為や、マリーナ・アブラモヴィッチをはじめとした身体を使ったボディ・アートはパフォーマンス・アートの下位概念として1960年代からあるが、1990年代は医療技術や情報技術が発達し、身体をサイボーク化したり、整形手術の過程を「カーナル・アート（肉的芸術）」として見せるフランスのオルランのような、身体の定義を書き換えようという動きが見られる。 - ハイパー・リアリズム（Hyperrealism） フォト・リアリズムの一形態ともとれる写真から絵画や彫刻を構成する技法。語としては1970年代からフランスで使われ始めているが、1981年に出版されたジャン・ボードリヤール（Jean Baudrillard）「シミュラークルとシミュレーション（Simulacra and Simulation）」に理論基盤をおいており、「実際には存在しなかったもののシミュレーション"the simulation of something which never really existed."」をルーツとしている。 - シニカル・リアリズム（Cynical Realism） 1990年代に北京から始まった中国の刘 韡（リウ・ウェイ）などが参加した絵画運動。中国社会をシニカルに描く。 - 新ライプツィヒ派（New Leipzig School） ライプツィヒ派の第三世代とされる現代ドイツ絵画の運動で、東西ドイツ統一後の1990年代の機運の中で出現した世代のアーティストたちが、かつての東側の視覚的、経済的、社会的コントラストを描写している。アメリカのアートディーラーによって世界的に認知されるようになる。 - ニュー・ヨーロピアン・ペインティング（New European Painting） 特に第二次世界大戦時の個人の苦悩と歴史問題を結びつけ、その記憶の継承と忘却を題材にし、1980年代に始まり、1990年代にゲルハルト・リヒター、ジグマー・ポルケ、ゲオルク・バーゼリッツ、アンゼルム・キーファーらが参加することで確立した絵画の動向。デジタル素材や写真を元に制作をする傾向がある。 - ヴェルダディズム（Verdadism） | ニューメディア - マス・リアリズム（Massurrealism） 1992年にアメリカのアーティスト、ジェームズ・シーハーファー（James Seehafer）が作った造語で、ポストモダンに、シュルレアリスムやマスメディアのスタイル、ポップアートの皮肉さなどをミックスさせたもので、この定義はインターネットを介して他の国々へ広がった。 - インタラクティブ・アート（Interactive art） 1920年代から見られる観客と作品が双方向的に関わる作品を指すが、1990年代のデジタル技術の興隆により特に盛んになり、2000年以降のデジタルメディアを利用したコミュニケーションの一般化により、その表現方法は拡大している。 - インフォメーション・アート（Information art） 情報革命後の、情報技術やコンピュータサイエンス、人工知能などを取り入れた芸術の動向。 - バイオ・アート（Bio art） 1997年にブラジル系アメリカ人アーティスト、エドワルド・カック（Eduardo Kac）による造語。クローンなどの生物工学を利用したアートの形態。 - サイバー・アート（Cyberarts） コンピューターのハードまたはソフトウエアを利用した、マルチメディアのアートの形態。 - インターネット・アート（Internet art） - ニューメディア・アート（New media art） - ソフトウェアアート（Software art） | コロニアル・アート - 先住民族主義（Indigenouism） 1993年に先住民族のアートを紹介する際に使われた言葉。征服前の文化を回復しようという動きや態度。 - ネグリチュード（NÉGRITUDE） ポスト・コロニアル・アートの流れをくむ、1930年代にパリのアフリカ系およびカリブ系の学生のグループによって設立された反植民地文化および政治運動 - アボリジニ・アート（Western and Central Desert art） ドット絵が特徴の、1971年のオーストラリアの白人教師で先住民美術に尽力したジェフリー・バードン（Geoffrey Bardon）の絵画運動で、1990年と1997年には先住民がヴェネツィアビエンナーレでオーストラリアを代表している。 プロジェクト - タクティカル・メディア（Tactical media） タクティカル（戦術的な）メディアとは、支配的な政治や経済的秩序を批判的に介入するアートとアクティビズムが混合したメディア・アートの一種。フランスの社会理論家ミシェル・ド・セルトーが1984年に書いた「日常生活の実践（The Practice of Everyday Life）」が定義をし、1990年代に入ると情報技術の大衆化により、権力者側のメディアを偽装したり、流用するような作品が作られる。 - タリンパディ（Taring Padi） 社会運動に根ざしている1998年に結成されたインドネシアの地下組織の現代美術グループで、木版画などの表現活動を行う。 - 過剰主義（Maximalism） - リレーショナル・アート（Relational art） - トイイズム（Toyism） - ヤング・ブリティッシュ・アーティスト（Young British Artists） |

### 2000s
2000年代は、オルター／メタ／ポスト／Reなどの語を使い近代を乗り越えようという動きが盛んになる一方で、ゲームやアニメをはじめとした仮想世界を取り入れている。
| 平面表現 - 古典的リアリズム（Classical Realism） - シニカル・リアリズム（Cynical realism）中国 - 擬似リアリズム（Pseudorealism） - ストリート・アート（Street art） - アーバン・アート（Urban art） ニューメディア - ヴィデオゲーム・アート（Videogame art） - ヴィデオパフォーマンスアーティスト（VJ art） - バーチャル・アート（Virtual art） | プロジェクト - イデア・アート（idea art） - キッチュ・ムーブメント（Kitsch movement） - リモダニズム（Remodernism）ポストモダニズムの対をなす概念、運動 - 再生可能エネルギー彫刻（Renewable energy sculpture） - スタッキズム（Stuckism） - スーパーフラット（Superflat） - スーパーストローク（Superstroke） - ソーシャル・プラクティス（社会実践）（Social practice） 2005年に社会学の用語であった社会実践を、カリフォルニア美術大学で使い始めたのが最初と言われる - ソーシャリー・エンゲイジド・アート | 概念 - オルター・モダン（Altermodern）ニコラブリオが提唱した概念、2009年の展覧会 - メタモダニズム（Metamodernism） - 過剰主義（Excessivism）展覧会タイトル、概念 - ポストコンテンポラリー（Post-contemporary） |

### 2010s
- ポスト・インターネット（Postinternet）
- レジリエンス・アート（Art Résilience）
- パラドックス・アート（art paradox)

## 現代美術作品年表
この項では、代表的な現代美術の作品や展覧会、批評を年代ごとにまとめています。

### 1950s
| 作品 - 1952年、ジョン・ケージ《４分33秒》初演 | 展覧会 | 批評、他 - 1948年、美術手帖創刊、1954年から不定期に芸術評論を募集。 - 1951年、神奈川県立近代美術館開館 |

### 1960s
| 作品 | 展覧会 - 態度が形になるとき展 1969年、ハラルト・ゼーマン | 批評、他 - 1967年、芸術と客体性、マイケルフリード - 1968年、 芸術の非物質化、ルーシー・R・リパード - 1969年、美学校開校 |

### 1970s
| 作品 | 展覧会 | 批評、他 - なぜ偉大な女性芸術家はいなかったのか、アメリカの美術史家リンダ・ノックリン 1971年 - オクトーバー誌創刊 1976年 |

### 1980s
| 作品 | 展覧会 | 批評、他 |

### 1990s
| 作品 | 展覧会 | 批評、他 - 1995年、ウェブメディアアートスケープ創刊、アート用語辞典などを充実させる。 - 1998年、世界中のアート関係のプレスリリースが共有できるアートプラットフォームとしてe-fluxが創刊。 |

### 2000s
| 作品 | 展覧会 | 批評、他 - 2004年、完全バイリンガルなウェブメディアとしてTOKYO ART BEAT創刊 |

### 2010s
| 作品 | 展覧会 | 批評、他 |